# Kalaīkunda
Kalaīkunda är en ort i Indien.   Den ligger i distriktet Paschim Medinipur och delstaten Västbengalen, i den östra delen av landet, 1 200 km sydost om huvudstaden New Delhi. Kalaīkunda ligger 61 meter över havet och antalet invånare är 3 232.
Terrängen runt Kalaīkunda är platt. Runt Kalaīkunda är det tätbefolkat, med 636 invånare per kvadratkilometer. Närmaste större samhälle är Kharagpur, 10,1 km öster om Kalaīkunda. Trakten runt Kalaīkunda består till största delen av jordbruksmark.